# Protosiphon
Protosiphon, rod zelenih algi iz porodice Protosiphonaceae, dio reda Chlamydomonadales. Postoje dvije priznate vrste terestrijalnih algi pronađenih u Europi (Velika Britanija, Češka, Portugal, Španjolska), Aziji (Kina, Japan, Tadžikistan, Irak, Indija), Africi (Gana), Australiji i Novom Zelandu

## Vrste
1. Protosiphon botryoides (Kützing) Klebs 1896; tipična vrsta
2. Protosiphon cinnamomeus (Menegh) Drouet & Daily 1948